# Jean-Paul Maunick

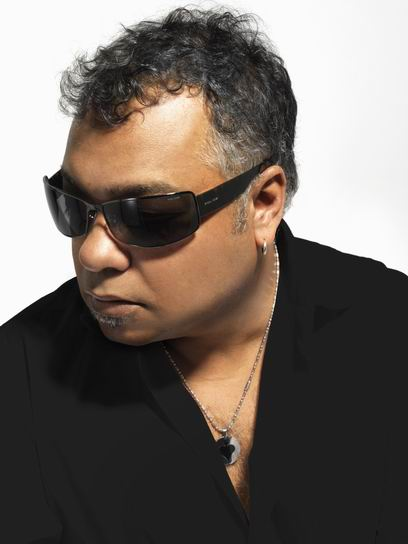
Jean-Paul Maunick

Jean-Paul „Bluey“ Maunick (* 19. Februar 1957 in Mauritius) ist ein britischer Gitarrist, Bandleader, Komponist und Produzent.

## Leben
Bluey ist der Sohn des mauritischen Dichters Édouard Maunick und Armande Mallet. Er wurde in Mauritius geboren und zog 1969 im Alter von zehn Jahren in das Vereinigte Königreich.
Seine prägenden musikalischen Einflüsse erfuhr er in der Mitte der 1970er Jahre durch die Musik von Formationen wie Earth, Wind & Fire, Weather Report und Kool & The Gang, Bands also, die Funk-, Soul- und Jazz-Elemente in ihrer Musik kombinieren. Ebenso stilprägend für das musikalische Schaffen von Maunick waren seine Begegnungen mit Musikern und Bands der Ende der 1970er Jahre entstehenden britischen Jazz-Funk-Szene (z. B. Gonzalez, Hi-Tension und Average White Band).

## Werdegang und Karriere als Musiker
Jean-Paul Maunick leitet die britische Acid-Jazz-Band Incognito seit der Gründung im Jahr 1979. Mit Incognito hat er bislang sechzehn Studioalben und einige Live-, Remix- und Compilation-Alben veröffentlicht. Vor der Gründung von Incognito war Bluey Gründungsmitglied der Band Light of the World.
Er hat als Musikproduzent unter anderem bereits mit Paul Weller, George Benson, Chaka Khan, George Duke, Stevie Wonder, Maxi Priest, Jocelyn Brown, Mario Biondi und Terry Callier zusammengearbeitet.

## Diskografie
Solo
- 2013 – Leap of Faith
- 2015 – Life Between the Notes
- 2020 – Tinted Sky

### Mit Light of the World
- 1979 – Light of the World
- 1980 – Trip
- 1982 – Check us Out

### Mit Incognito
- 1981 – Jazz Funk
- 1991 – Inside Life
- 1992 – Tribes, Vibes, Scribes
- 1993 – Positivity
- 1995 – 100° and Rising
- 1996 – Beneath the surface
- 1999 – No time like the future
- 2001 – Life, stranger than fiction
- 2002 – Who needs love
- 2004 – Adventures in black sunshine
- 2005 – Eleven
- 2008 – Tales from the Beach
- 2010 – Transatlantic RPM
- 2012 – Surreal
- 2014 – Amplified Soul
- 2016 – In Search of Better Days
- 2019 – Tomorrow's New Dream
- 2023 – Into You

### Mit Citrus Sun
- 2001 – Another Time Another Space

### Mit Tony Remy
- 2009 – First Protocol